# Tião Bocalom
Sebastião Bocalom Rodrigues , más conocido como Tião Bocalom (Bela Vista do Paraíso, Paraná, 18 de mayo de 1953) es un político y profesor brasileño. Actualmente es el presidente del Partido de la Social Democracia Brasileña en el estado de Acre. Fue alcalde, por tres mandatos, de la ciudad de Acrelândia, que tiene una población de algo más de 11 000 habitantes. Fue candidato para las elecciones a la alcaldía de Rio Branco, que se celebraron en octubre de 2008, tras vencer en las primarias del PSDB con el 85% de los votos por el 11% de Frank Lima. Las encuestas le daban un 11% de intención de voto. Los pronósticos se cumplieron y no fue elegido alcalde.

## Carrera política
Bocalom comenzó su carrera política como alcalde de Nova Olímpia, en Paraná, su estado natal, desde 1983 a 1989. En Acrelandia su primer mandato lo llevó a cabo de 1993 a 1996. En el año 2000 consiguió volver a ser elegido alcalde, con el 59% de los votos. Cuatro años después obtuvo la reelección por tan solo 113 votos de ventaja sobre Paulo César Ferreira de Araújo del PTB. En esta última ocasión su candidatura fue apoyada, aparte de por el PSDB, por el Partido Progresista, el Partido Democrático Laborista, el Partido del Movimiento Democrático Brasileño, el Partido Popular Socialista y el Partido del Frente Liberal (actual Demócratas), formando la coalición "Continuando o Progresso".

### Elecciones estatales de 2006
Dejó su puesto de alcalde en 2006 para presentarse a las gobernadoría de Acre por su partido apoyado por el PFL y el PTB. Su campaña se centró en prometer más puestos de trabajo, de hecho su lema de campaña fue Produzir para Empregar (literalmente "producir para emplear"). Lo acompañó en su candidatura, como vicepresidente, Cleominton da Cunha Azevedo de su mismo partido. Obtuvo un 11% de los votos cuando las encuestas no le daban más del 7%. En estas elecciones tuvo que lidiar contra una división en su propio partido, ya que algunos líderes locales pugnaron por apoyar a Binho Marques, del PT, en vez de presentar una propia candidatura.

### Elecciones en Rio Branco (2008)

#### Elección de Bocalom como candidato del PSDB
La ciudad de Rio Branco estaba gobernada, al igual que el estado de Acre al que pertenece, por el Partido de los Trabajadores. La oposición discutió durante un tiempo presentar un candidato en bloque para las elecciones municipales de 2008. Sin embargo, no se llegó a ningún acuerdo, por lo que cada partido opositor decidió su propia postura. Bocalom ya se había posicionado como posible candidato, pero contaba con dos rivales en el PSDB, Sanderson Moura e Franklin Lima. Según Bocalom, la presencia de tres candidaturas internas no mostraba un partido dividido, sino que el PSDB tenía "suficientes cuadros para todos los niveles" en cuanto a elecciones. Finalmente quedaron en la contienda interna Bocalom y Lima, consiguiendo una amplia victoria el primero. Poco después Bocalom recibió duras críticas del exdiputado Narciso Mendes, quien declaró que la oposición no estaba cualificada para vencer al alcalde Raimundo Angelim. Según Mendes, Bocalom "no consiguió proyectar seguridad" durante sus mandatos en Acrelândia.
Poco después de las críticas de Mendes, la candidatura de Bocalom despertó dudas en su propio partido. Dirigentes tucanos criticaron la falta de debate interno, planteando que se había forzado la retirada de Moura de las primarias. Bocalom, por su parte, declaró que había ganado las elecciones internas de forma democrática y que quien no participó en las primarias no puede intentar competir en las elecciones representado al PSDB. Otros dirigentes pensaron que sería mejor "reservar" a Bocalom para las elecciones generales de 2010 y evitar el desgaste de una posible derrota en las municipales. De cualquier forma la candidatura de Bocalom fue ganando apoyos, también de fuera de su partido. Así el diputado estatal y líder de los Demócratas, Nogueira Lima, declaró su apoyo a la precandidatura de Bocalom. Reveló que había un acuerdo entre su partido el PSDB y el PPS de ir juntos a las elecciones municipales y que él simplemente cumplía con lo preestablecido.
En cuanto a quien acompañaría a Bocalom en la candidatura, las juventudes del PSDB de Acre declararon su intención de nombrar ellos al "vice", siempre en el supuesto de que los tucanos se presentaran en solitario. Avisó además de que en caso de que hubiera otro candidato, los jóvenes irían a las primarias para conseguir un "vice" joven que según ellos mejoraría la relación con el electorado. Sin embargo, el partido no se presentaría en solitario, ya que los Demócratas oficializaron su apoyo a Bocalom el 11 de junio. Previamente el PPS ya se había posicionado por la unidad de la oposición, declarando que ellos no presentarían ningún candidatos a las elecciones. En cualquier caso no apoyaron inicialmente a Bocalom, sino a Sérgio Petecão del PMN, aunque dejaron la puerta abierta a futuras alianzas. La candidatura de Petecão contaba con el rechazo del resto de la oposición, pese a los intentos de unidad del PPS. El PSDB declaró el 6 de junio que no había ninguna posibilidad de retirar la candidatura de Bocalom en favor de Petecão.

#### Oficialización de la candidatura
Finalmente, 29 de junio se oficializó la candidatura de Bocalom, acompañándolo como vice Nogueira Lima, líder de los demócratas. Bocalom lideró la coalición "Produzir para empregar" que abarcaba a cuatro partidos (PSDB, DEM, PSL y PTC). El mismo día de la proclamación oficial, el diputado tucano Donald Fernandes declaró que apoyaría en una segunda vuelta a Petecão, alejándose así de los ataques de su partido hacia el candidato del PMN. El exdiputado Márcio Bittar también criticó la desunión de la oposición, diciendo que el único beneficiado era el Partido de los Trabajadores. Sin embargo, en una entrevista, Bocalom continuaría criticando a Petecão, enmarcándolo como un disidente de la oposición. En la misma entrevista se declaró optimista ante el proceso electoral. El 7 de julio el Tribuna Superior Electoral oficializó el registro de las tres principales candidaturas presentadas en Rio Branco: el actual alcalde Raimundo Angelim, Sérgio Petecão y el propio Bocalom.

#### Campaña electoral
Una encuesta realizada para la TV Acre el 16 de agosto mostraba una clara victoria de Angelim con el 56% de los votos. Bocalom quedaría en tercer lugar con el 11% de los votos, ocho punto por detrás de Sérgio Petecão. Otra encuesta, realizada por Ibope el 16 de septiembre mejoraba levemente la intención de voto de Bocalom, situándola en el 13%, pero aun a diez puntos de Petecão. Finalmente se cumplieron las predicciones y Bocalom no fue elegido alcalde.

### Elecciones estatales de 2010
De nuevo se presentó a candidato a gobernador, esta vez bajo el paraguas de una amplia coalición: PMDB, PSL, PSC, PPS, DEM, PMN, PSDB y PT do B. A diferencia de cuatro años antes estuvo a punto de ser elegido, logrando más del 49% de los votos y quedando a unos cinco mil de Tião Viana.